# Bernardo Perrone
Bernardo Perrone (San Lorenzo, provincia de Santa Fe, Argentina, 1902 - Buenos Aires, Argentina, 3 de octubre de 1981) fue un actor de cine y teatro.

## Carrera profesional
Actor sobrio y de excelente voz, inició su carrera artística en el teatro, ámbito donde fue dirigido, entre otros por Antonio Cunill Cabanellas, Enrique de Rosas, Luis Mottura y Armando Discépolo.
Entre sus actuaciones se recuerdan las que cumplió en 1945 junto a Luisa Vehil y Miguel Faust Rocha en el Teatro Smart con la obra Fascinación y con Elsa O'Connor y Ricardo Galache en Luz de gas, la obra teatral de Patrick Hamilton.
En 1954 trabajó en el Teatro Municipal General San Martín, en 1957 integró la compañía de Inda Ledesma que en el Teatro Casino representó El mal corre, de Jacques Audiberti. y en 1958 fue invitado por el grupo de teatro independiente La Máscara para interpretar El gesticulador, de Rodolfo Usigli bajo la dirección de Atahualpa del Cioppo.
En la década de 1960 dirigió la Comedia de la Provincia de Buenos Aires en la cual puso en escena, entre otras obras, Lo que le pasó a Reynoso, de Alberto Vacarezza.
Debutó en cine en 1937 en El pobre Pérez y continuó trabajando en este medio destacándose en los papeles cumplidos en El túnel (1952), dirigido por León Klimovsky, como el esposo ciego de Laura Hidalgo, Armiño negro (1953) con la misma actriz, dirigido por Carlos Christensen, Siete gritos en el mar (1954), versión fílmica de la obra de Alejandro Casona dirigida por Enrique Carreras, Los tallos amargos (1956) con la dirección de Fernando Ayala y su protagónico en Máscaras en otoño (1964) que, dirigido por Dino Minitti nunca fue estrenado en cines.
Falleció en octubre de 1981 y en su homenaje una sala de teatro lleva su nombre en su ciudad natal.

## Filmografía
Actor
- ¿Qué es el otoño? (1976)
- Una mujer (1975)
- La Madre María (1974)
- La maffia (1972)
- Mi hijo Ceferino Namuncurá (1972)
- Un guapo del 900 (1971)
- La guita (1970)
- La cosecha (1966)
- Orden de matar (1965)Dr. Zani
- Máscaras en otoño (1964)
- Todo sea para bien (1957)
- Los tallos amargos (1956) …Andreani
- Oro bajo (1956) …Nicasio
- El curandero (1955)
- Siete gritos en el mar (1954)
- El cura Lorenzo (1954)
- Armiño negro (1953)
- La Parda Flora (1952)
- El túnel (1952)
- ¿Vendrás a medianoche?  (1950)
- Nacha Regules (1950)
- Esperanza (1949)
- Fascinación (1949)
- María de los Ángeles (1948) … Clemente Ermosilla
- Siete para un secreto (1947) …Patricio
- Su mejor alumno (1944)
- Veinticuatro horas en la vida de una mujer (1944)
- La guerra la gano yo (1943)
- Fuego en la montaña (1943)
- Historia de crímenes (1942) …Comisario
- Ven... mi corazón te llama (1942) …Miembro del tribunal
- En la luz de una estrella (1941)
- Encadenado (1940)
- La casa del recuerdo (1939)
- Con las alas rotas (1939) ….Jugador de póker
- Maestro Ciruela (1938) …Juez
- El pobre Pérez (1937)